# Arsen Goulamirian
Arsen Goulamirian (en arménien : Արսեն Գուլամիրյան) est un boxeur français né le 4 octobre 1987 en RSS d'Arménie. Il obtient la ceinture de champion du monde WBA Intérimaire des lourds-légers le 24 mars 2018. En juin 2019, il devient le champion du monde WBA Régulier puis devient Super champion après la retraite de Denis Lebedev et sa victoire contre Kane Watts le 15 novembre 2019.

## Carrière
Il arrive en France en 1999 dans la région de Toulouse et vit une grande partie de son adolescence à Carcassonne inscrit et formé
à l'ABC Boxe Carcassonne. Plus tard, il s'est entrainé au Blagnac boxing club avant de choisir de s'entraîner aux États-Unis.
En 2009, il remporte les Jeux de la Francophonie en poids lourds (-91 kg).
Passé dans les rangs professionnels en  2011, il devient champion du monde WBA intérimaire  des lourds-légers le 24 mars 2018 après sa victoire sur Ryad Merhy à Marseille par arrêt de l'arbitre au 11e round. Le 20 octobre 2018 au Palais des sports de Marseille, Goulamirian conserve sa ceinture, grâce à sa victoire sur l'Australien Mark Flanagan. Une première droite fait vaciller ce dernier dans la cinquième reprise, mais c'est dans la neuvième que Goulamirian l'envoie par deux fois au tapis, si bien que son entraîneur stoppe le combat par jet de l'éponge.
Fin février 2019, un combat contre le Kazakh Beibut Shumenov est lancé. C'est Don King qui gagne les enchères, notamment face à Acariès, et est chargé de l'organisation du combat. À cette occasion, Goulamirian est présenté en tant que challenger après que Oleksander Usyk, alors champion unifié de la catégorie décide de changer de catégorie. En effet, deux ans plus tôt, Shumenov était détenteur de la ceinture, mais ne perd pas son titre puisqu'il s'arrête pour une blessure à l'œil. Le vainqueur de ce combat est censé désigner le nouveau et unique champion WBA. Sont envisagés le 15 avril 2019 à Monaco, le 30 avril 2019 au Kazakhstan et le 13 mai 2019 à New York, mais le combat ne se fait pas. En effet, Don King n'a pas été en mesure de l'organiser, entrainant la destitution du Kazakh. Parallèlement, dès décembre 2018, un combat contre Russe Denis Lebedev est également sur les rails. Le 28 mai 2019, Goulamirian, qui devait affronter le champion régulier, récupère officiellement sa ceinture et est finalement désigné challenger officiel du Russe Denis Lebedev, super champion WBA,. Les enchères du combat Goulamirian contre Lebedev se déroulent le 20 juin 2019. Toutefois, les deux parties trouvent un accord, annulant la mise aux enchères. L'annonce de la date, du lieu et des conditions est prévue sine die. Le 11 juillet 2019, Lebedev annonce la fin de sa carrière de boxeur, empêchant la tenue du combat.
Le 15 novembre 2019, Arsen Goulamirian bat Kane Watts par KO au troisième round et confirme son nouveau statut de super-champion WBA des lourds-légers. Goulamirian conserve le titre WBA poids lourds-légers face au Roumain Constantin Bejenaru lors d'un combat se déroulant à Marseille le 28 décembre 2019. Le combat est âpre face à un challenger énergique qui régulièrement touche le champion mais qui montre des signes de fatigues à partir de la 7e reprise à mesure que Goulamirian trouve sa cible, concédant après le combat ne pas avoir trouvé de bonnes positions de frappe face à ce gaucher. Bejenaru goûte au tapis dans la neuvième reprise puis à la fin du round, l'arbitre arrête le combat sur décision du médecin au vu de l'état de santé du challenger, dégradé par la répétition des coups.
Le 19 novembre 2022, pour son premier combat en trois ans, Arsen Goulamirian défend avec succès sa ceinture de champion du monde WBA des lourds-légers en battant aux points (117-111, 117-111, 116-112) le Russe Aleksei Egorov, challenger officiel. Il est en revanche battu par Gilberto Ramírez le 30 mars 2024.

## Palmarès professionnel
| 28 combats      | 27 victoires | 1 défaites |
| Avant la limite | 18           | 0          |
| Sur décision    | 9            | 1          |

| Décision possible : KO • TKO (KO technique) • UD (décision aux points unanime) • MD (décision aux points majoritaire) • SD (décision aux points partagée) • D (match nul) • NC (sans décision) • RTD (abandon) |        |                     |      |         |                   |                                                     |                                                       |
| Résultat | Record | Adversaire          | Type | Round   | Date              | Lieu                                                | Notes                                                 |
| Défaite | 27-1   | Gilberto Ramírez    | UD   | 12      | 30 mars 2024      | Inglewood, Etats-Unis                               | Perd le titre WBA Super champion lourds-légers        |
| Victoire | 27-0   | Alexei Egorov       | UD   | 12      | 19 novembre 2022  | Le Cannet, France                                   | Conserve le titre WBA Super champion lourds-légers    |
| Victoire | 26-0   | Constantin Bejenaru | RTD  | 9 (12)  | 28 décembre 2019  | Marseille,Bouches-du-Rhone, France                  | Conserve le titre WBA Super champion lourds-légers    |
| Victoire | 25-0   | Kane Watts          | KO   | 4 (12)  | 15 novembre 2019  | Paris, Ile-de-France, France                        | Remporte le titre WBA Super champion lourds-légers    |
| Victoire | 24–0   | Mark Flanagan       | RTD  | 9 (12)  | 20 octobre 2018   | Marseille, Bouches-du-Rhône, France                 |                                                       |
| Victoire | 23–0   | Ryad Merhy          | TKO  | 11 (12) | 24 mars 2018      | Palais des Sports, Marseille                        | Remporte le titre WBA intérimaire lourds-légers       |
| Victoire | 22–0   | Hamilton Ventura    | KO   | 3 (10)  | 2 décembre 2017   | La Palestre, Le Cannet                              |                                                       |
| Victoire | 21–0   | Mitch Williams      | TKO  | 9 (10)  | 1er juillet 2017  | Casino d'Evian, Evian les Bains                     |                                                       |
| Victoire | 20–0   | Alexander Kubich    | UD   | 10 (10) | 22 avril 2017     | Astroballe, Villeurbanne                            |                                                       |
| Victoire | 19–0   | Arturs Kulikauskis  | TKO  | 3 (10)  | 17 décembre 2016  | Stade de l’Est, Saint-Denis                         |                                                       |
| Victoire | 18–0   | Iulian Ilie         | TKO  | 2 (8)   | 22 octobre 2016   | Casino de Deauville, Deauville                      |                                                       |
| Victoire | 17–0   | Andrei Kniazev      | UD   | 12 (12) | 20 mai 2016       | Palais des Sports Porte de Versailles, Paris        | Conserve le titre WBA Continental lourds-légers       |
| Victoire | 16–0   | David Radeff        | TKO  | 5 (10)  | 16 avril 2016     | Le PEPSI, Issoudun                                  | Remporte le titre de Champion de France lourds-légers |
| Victoire | 15–0   | Lubos Suda          | TKO  | 1 (12)  | 5 mars 2016       | Palais des sports, Corbeil-Essonnes                 | Remporte le titre WBA Continental lourds-légers       |
| Victoire | 14–0   | Tomislav Rudan      | KO   | 2 (6)   | 29 janvier 2016   | Salle Polyvalente des Ramiers, Blagnac              |                                                       |
| Victoire | 13–0   | Isossa Mondo        | TKO  | 6 (8)   | 17 décembre 2015  | Cirque d'Hiver, Paris                               |                                                       |
| Victoire | 12–0   | Lukasz Rusiewicz    | UD   | 8 (8)   | 17 octobre 2015   | Salle Polyvalente de Mon Idee, Auvillers-les-Forges |                                                       |
| Victoire | 11–0   | Mohamed Azzaoui     | TKO  | 1 (8)   | 3 juillet 2015    | Salle du Mouzon, Auch                               |                                                       |
| Victoire | 10–0   | Toni Visic          | TKO  | 3 (6)   | 31 mai 2015       | Zaal Forum, Aalst                                   |                                                       |
| Victoire | 9–0    | Ismail Abdoul       | SD   | 8 (8)   | 3 avril 2015      | Topsporthal Vlaanderen, Ghent                       |                                                       |
| Victoire | 8–0    | Arturs Kulikauskis  | PTS  | 6 (6)   | 30 janvier 2015   | Salle Polyvalente des Ramiers, Blagnac              |                                                       |
| Victoire | 7–0    | Martin Avila        | KO   | 1 (6)   | 21 mars 2014      | Holiday Inn, Pointe-Claire                          |                                                       |
| Victoire | 6–0    | Mathieu Monnier     | UD   | 6 (6)   | 19 septembre 2013 | Casino le Lyon Vert, Lyon                           |                                                       |
| Victoire | 5–0    | David Radeff        | TKO  | 7 (10)  | 5 juillet 2013    | Salle du Mouzon, Auch                               |                                                       |
| Victoire | 4–0    | Taylor Mabika       | UD   | 8 (8)   | 30 mars 2013      | Salle Jean Mace, Issoudun                           |                                                       |
| Victoire | 3–0    | Patryk Kowoll       | TKO  | 1 (6)   | 23 novembre 2012  | Salle Polyvalente des Ramiers, Blagnac              |                                                       |
| Victoire | 2–0    | Antoine Boya        | PTS  | 6 (6)   | 26 janvier 2012   | Salle Polyvalente des Ramiers, Blagnac              |                                                       |
| Victoire | 1–0    | Adrian Bleszynski   | TKO  | 1 (4)   | 27 mai 2011       | Salle Polyvalente des Ramiers, Blagnac              | Débuts professionnels                                 |